# Mayo-Kébbi prefektúra
Mayo-Kébbi egyike Csád 14 korábbi prefektúrájának. Az ország délnyugati részében elhelyezkedő prefektúra 30 105 négyzetkilométer területű, lélekszáma 825 158 (1993).
Székhelye a mintegy 29000 lakosú Bongor (2007-es becslés). Bongornál nagyobb város a prefektúrában a 37 ezres Palla. Más számottevő városok: Léré, Fianga, Guélengdeng, Gounou Gaya.
A prefektúrák 1960-tól 1999-ig léteztek Csádban, ekkor 28 "department" váltotta fel őket, 2002-ben azonban ismét újraszervezték a közigazgatást és 18 régiót alakítottak ki. Ezek közül Mayo-Kébbi Est (4 department) és Mayo-Kébbi Ouest (2 department) a korábbi Mayo-Kébbi prefektúra területén alakult ki.

## Külső hivatkozások
- Mayo-Kébbi településeinek listája, térképekkel
- Csád régiói (angol nyelvű lap)